# Преторианская префектура Италии
Преториа́нская префекту́ра Ита́лии (лат. praefectura praetorio Italiae), полное название Преториа́нская префекту́ра Ита́лии, Илли́рии и А́фрики (лат. praefectura praetorio Italiae, Illyrici et Africae) — одна из четырёх преторианских префектур поздней Римской империи. Включала в себя Итальянский полуостров, Западные Балканы, Дунайские провинции и часть Северной Африки. Центром префектуры был Рим, затем Медиолан и, наконец, Равенна.

## История
Префектура была учреждена при разделе Империи после смерти Константина I Великого в 337 году. Первоначально включала в себя следующие диоцезы: Африка, Италия, Паннония, Дакия и Македония.
В 356 году, с учреждением преторианской префектуры Иллирии, диоцезы Паннония, Дакия и Македония вошли в её состав.
После падения Западной империи в 476 году, префектура продолжала существовать при Одоакре и Теодорихе Великом; последующие готские короли также продолжали использовать римское административное деление. После готских войн Юстиниана I префектура Италии вновь оказалась в руках римлян, но после лангобардского завоевания в 568 году остатки римской административной системы постепенно исчезли и префектура была преобразована в Равеннский экзархат при императоре Маврикии.

## Список известных префектов претория Италии
- Эмилиан (328)
- Луций Папий Пакациан (334—335)
- Аконий Катуллин Филомафий (341)
- Марк Меций Меммий Фурий Бабурий Цецилиан Плацид (342—344)
- Вулкаций Руфин (в первый раз, 344—347)
- Гай Цейоний Руфий Волузиан Лампадий (355)
- Тавр (356—361)
- Клавдий Мамертин (361—365)
- Вулкаций Руфин (во второй раз, 365—368)
- Секст Клавдий Петроний Проб (в первый раз, ок. 368—375)
- Децимий Гилариан Гесперий (378—380)
- Флавий Афраний Сиагрий (382)
- Флавий Гипатий (382—383)
- Секст Клавдий Петроний Проб (во второй раз, 383)
- Ноний Аттик (383—384)
- Веттий Агорий Претекстат (384)
- Неотерий (385)
- Флавий Евсигний (386—387)
- Секст Клавдий Петроний Проб (в третий раз, 387)
- Вирий Никомах Флавиан (390—392)
- Флавий Луций Декстер (395)
- Евсевий (395—396)
- Маллий Феодор (в первый раз, 397—399)
- Валерий Мессала Авиен (399—400)
- Адриан (в первый раз, 400—405)
- Флавий Макробий Лонгиниан (в первый раз, 406)
- Курций (407—408)
- Флавий Макробий Лонгиниан (во второй раз, 408)
- Маллий Феодор (во второй раз, 408—409)
- Цецилиан (409)
- Иовий (409)
- Мелитий (410—412)
- Селевк (префект Африки, 412)
- Иоанн (412—413)
- Адриан (во второй раз, 413—414)
- Селевк (414—415)
- Юний Кварт Палладий (416—421)
- Аниций Авхений Басс (в первый раз, 426)
- Руфий Антоний Агрипий Волузиан (428—429)
- Никомах Флавиан (431—432)
- Аниций Авхений Басс (во второй раз, 435)
- Аниций Ацилий Глабрион Фауст (ок. 438)
- Петроний Максим (439)
- Цецина Деций Агинаций Альбин (443—448)
- Цецина Деций Василий (в первый раз, 458)
- Целий Аконий Пробиан (461—463)
- Цецина Деций Василий (во второй раз, 463—465)
- Феликс Гимилькон (473)
- Манлий Боэций (между 480 и 486) (он был консулом в 487 году)
- Цецина Деций Максим Василий Юниор (483) (он был консулом в 480 году)
- Цецина Маворций Василий Деций (486—493) (он был консулом в 486 году)
- Либерий (494—500)
- Флавий Феодор (500)[1]
- Флавий Фауст Альбин Юниор (до 503)[2] (он был консулом в 493 году)
- Кассиодор Старший (между 503 и 507)
- Флавий Аниций Проб Фауст Юниор (509—512) (он был консулом в 490 году)
- Руфий Фауст Авиен Юниор (527—528) (он был консулом в 502 году)
- Фауст (521/522) или 529[3]
- Кассиодор Младший (533—537) (он был консулом в 514 году)
- Фиделий (537—538)
- Репарат (538—539)
- Афанасий (539—542)
- Максимин (ок. 542)
- Флавий Мариан Михаэлий Габриэлий Пётр Иоанн Нарсес Аврелиан Лимений Стефан Аврелиан, (554/568)